# HD 102964
HD 102964 (B Centauri) é uma estrela na constelação de Centaurus. Tem uma magnitude aparente visual de 4,46, sendo visível a olho nu em locais sem poluição luminosa excessiva. Com base em medições de paralaxe, está localizada a aproximadamente 440 anos-luz (135 parsecs) da Terra. É uma das estrelas observadas pela sonda Hipparcos com a menor variação de magnitude, com amplitude não maior que 0,01.
Esta estrela é uma gigante de classe K com um tipo espectral de K3III, indicando que é uma estrela evoluída que já consumiu todo o hidrogênio em seu núcleo e abandonou a sequência principal. Está irradiando 426 vezes a luminosidade solar de sua fotosfera a uma temperatura efetiva de 4 500 K, conferindo à estrela coloração alaranjada típica de estrelas de classe K. Seu raio, calculado com base em um diâmetro angular de 2,538 ± 0,004 milissegundos de arco, é equivalente a 36 vezes o raio solar. Não possui estrelas companheiras conhecidas.